# La Gacilly
La Gacilly [la gasiji] est une commune du département du Morbihan, dans la région Bretagne, en France.
La commune est connue pour être la ville natale d'Yves Rocher et pour son festival de photo en plein air.
Le 1er janvier 2017, elle a été créée avec le statut administratif de commune nouvelle. Elle est née de la fusion de trois anciennes communes du Morbihan qui ont dès lors le statut administratif de commune déléguée : La Chapelle-Gaceline, Glénac et La Gacilly, prenant également le nom de cette dernière.

## Géographie

### Localisation

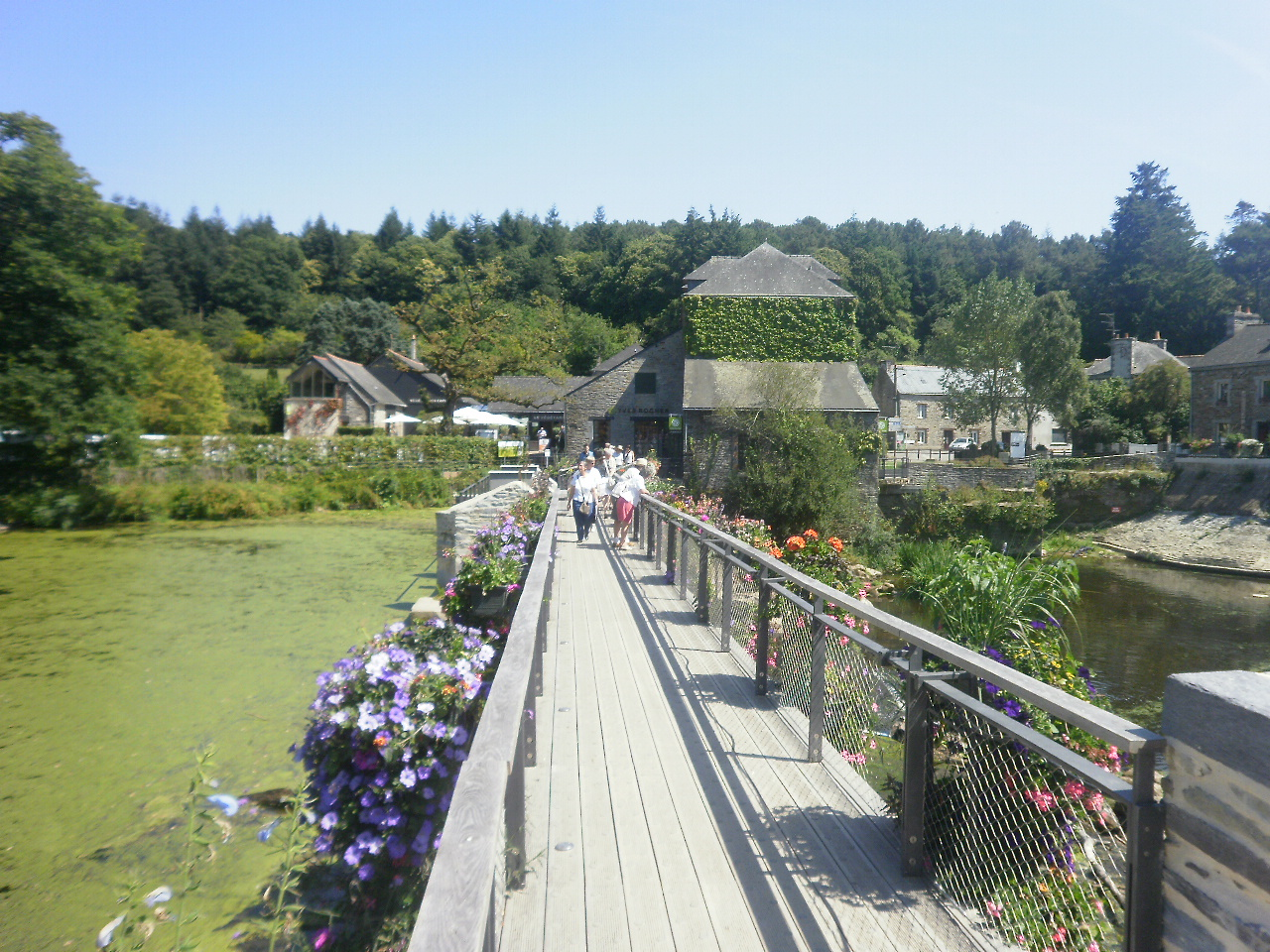
La passerelle sur l'Aff.

Commune de la vallée de l’Aff, La Gacilly se trouve à vol d'oiseau à 13,0 kilomètres de Redon, à 48,8 kilomètres de Vannes, à 50,6 kilomètres de Rennes et à 74,6 kilomètres de Nantes.

### Géologie et relief
La superficie de la commune est de 3 797 hectares, total des superficies des trois communes fusionnées.
Son altitude varie de 2  à   98 mètres, altitudes minimale et maximale des trois communes fusionnées.

### Hydrographie
Pour un article plus général, voir Réseau hydrographique du Morbihan.
La commune est située dans le bassin Loire-Bretagne. Elle est drainée par l'Oust, l'Aff, le Rahun, le ruisseau de Fondelienne, les Brelles, les Landes du Loup, le Sigre et divers autres petits cours d'eau,.
L'Oust, d'une longueur de 145 km, prend sa source dans la commune de La Harmoye et se jette  dans la Vilaine à Rieux, après avoir traversé 46 communes. 
L'Aff, d'une longueur de 67 km, prend sa source dans la commune de Paimpont et se jette  dans l'Oust à Saint-Vincent-sur-Oust, après avoir traversé 17 communes. 
Le Rahun, d'une longueur de 20 km, prend sa source dans la commune de Réminiac et se jette  dans l'Aff  sur la commune, après avoir traversé cinq communes. 

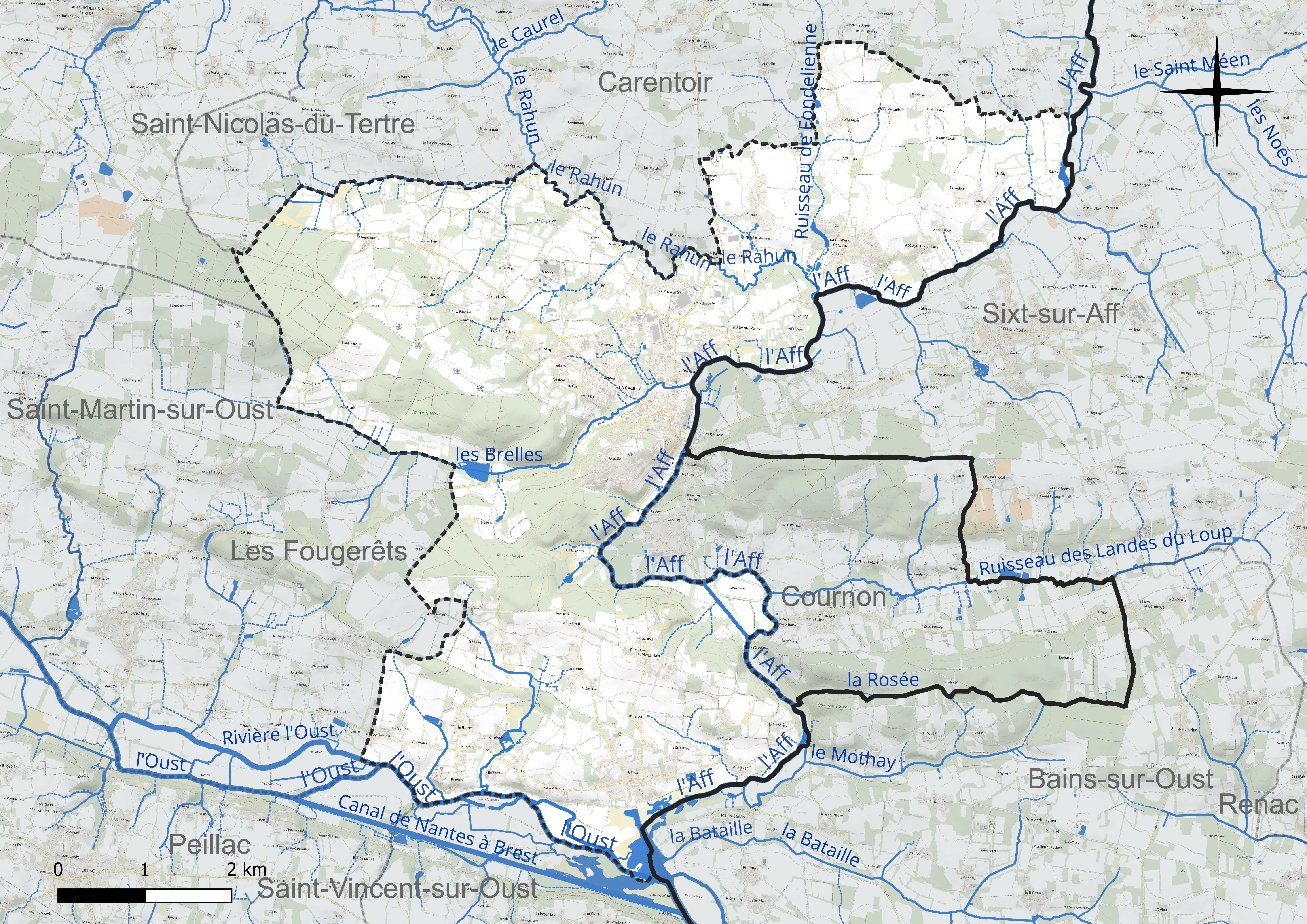
Réseau hydrographique de la La Gacilly.

### Climat
Pour des articles plus généraux, voir Climat de la Bretagne et Climat du Morbihan.
En 2010, le climat de la commune est de type climat océanique franc, selon une étude du CNRS s'appuyant sur une série de données couvrant la période 1971-2000. En 2020, Météo-France publie une typologie des climats de la France métropolitaine dans laquelle la commune est exposée à un climat océanique et est dans la région climatique Bretagne orientale et méridionale, Pays nantais, Vendée, caractérisée par une faible pluviométrie en été et une bonne insolation. Parallèlement l'observatoire de l'environnement en Bretagne publie en 2020 un zonage climatique de la région Bretagne, s'appuyant sur des données de Météo-France de 2009. La commune est, selon ce zonage, dans la zone « Intérieur Est », avec des hivers frais, des étés chauds et des pluies modérées.
Pour la période 1971-2000, la température annuelle moyenne est de 11,7 °C, avec une amplitude thermique annuelle de 12,9 °C. Le cumul annuel moyen de précipitations est de 810 mm, avec 12,9 jours de précipitations en janvier et 5,9 jours en juillet. Pour la période 1991-2020, la température moyenne annuelle observée sur la station météorologique la plus proche, située sur la commune de Saint-Jacut-les-Pins à 11 km à vol d'oiseau, est de 12,4 °C et le cumul annuel moyen de précipitations est de 947,8 mm,. Pour l'avenir, les paramètres climatiques de la commune estimés pour 2050 selon différents scénarios d'émission de gaz à effet de serre sont consultables sur un site dédié publié par Météo-France en novembre 2022.

## Urbanisme

### Typologie
Au 1er janvier 2024, La Gacilly est catégorisée commune rurale à habitat dispersé, selon la nouvelle grille communale de densité à sept niveaux définie par l'Insee en 2022.
Elle appartient à l'unité urbaine de La Gacilly, une unité urbaine monocommunale constituant une ville isolée,. La commune est en outre hors attraction des villes,.

## Toponymie
Le nom de La Gacilly apparaît par écrit en 1317 ; puis sous les formes La Gacille en l'an 1340 et La Gazilly en 1405.
La Gacilly sert de déterminant au lieu voisin la Chapelle-Gaceline.
Le c notait une affriquée /ts/ qui a évolué en /s/.
Le -y final du scribe ne correspond pas aux formes écrites habituelles de Haute Bretagne, qui connaît en revanche les terminaisons sont -ais, -ays.
Dans la langue romane locale, la forme /gacillø/ (avec l mouillé) est normale car elle suit l'évolution courante du suffixe -acum.
On ne peut faire abstraction du toponyme La Chapelle-Gaceline, que l'on peut interpréter de deux façons : soit un dérivé d'appartenance à partir du nom propre masculin Gacel = la chapelle de/du Gacel ; soit le nom féminin Gaceline = la chapelle de Gaceline. « La forme de 1340 révèle une hésitation ou une évolution dans l'usage (parlé) : les suffixes sont instables, et les formes abrégées fréquentes. La Gacilly, estime Ph. Jouët, entérine cette évolution de /gatselin/ vers /gaçiλi/, tandis que la finale en /ø/, si elle est ancienne, révèle une autre tradition parlée, d'où la forme en gallo. La forme de 1340, si elle est intègre, représente *gacille, ce qui nous éloigne d'un nom de personne. »
Gasel, Gacel, était sans doute un nom lignager, donnant des noms masculins ou féminins par suffixation, d'où Gaceline et peut-être un NL *Gacillaye. Gaceline est un prénom féminin que l'on retrouve dans le cartulaire de Redon. Gaceline, femme de Philippe de Montauban vécut à La Gacilly à la fin du XVe siècle. Une initiale /W/ > /gw/ est admise pour expliquer des noms médiévaux tels que Gace.
Mais s'il s'agit d'un descriptif toponymique, une étymologie par le germanique *wat-, gwat- « patauger », d'où « marais » est possible (plus que par le roman uassal- ; on note une quasi-homophonie avec le breton gwazh « ruisseau », et on relève des toponymes apparentés en haute Bretagne : Gaciau, etc.). Le rapport avec La Chapelle Gaceline est alors plus difficile à établir si ce dernier est un nom propre. « Gacilly pourrait provenir d'un descriptif toponymique gasselet (marécage) ».
Ce qui fait défaut à l'élucidation, ce sont des formes parlées anciennes.
Le nom de la commune s'écrit en gallo La Gaczilhae, qui entérine la forme parlée avec le suffixe courant (voir ci-dessus). Compte tenu de cette finale et de la valeur du -c- roman, la forme normalisée bretonne de la ville en breton proposée par la Commission de Toponymie de l'ICB est Gasilieg.

## Histoire
L'histoire de la commune reprend les caractéristiques de celle des trois anciennes communes La Gacilly (commune déléguée), La Chapelle-Gaceline  et Glénac.
La Gacilly appartenait au pays historique de Carentoir, dans le Browereg, grand-pays de Vannes.

## Politique et administration
| Nom                                   | Code Insee | Intercommunalité         | Superficie (km2) | Population (dernière pop. légale) | Densité (hab./km2) |
| ------------------------------------- | ---------- | ------------------------ | ---------------- | --------------------------------- | ------------------ |
| La Gacilly (commune déléguée) (siège) | 56061      | CC du Pays de la Gacilly | 16,48            | 2 250 (2014)                      | 137                |
| La Chapelle-Gaceline                  | 56038      | CC du Pays de la Gacilly | 7,79             | 786 (2014)                        | 101                |
| Glénac                                | 56064      | CC du Pays de la Gacilly | 13,70            | 906 (2014)                        | 66                 |

Le 1er janvier 2017, les maires des trois communes fusionnées deviennent des « maires délégués » jusqu'au prochain renouvellement général des conseils municipaux.

### Liste des maires
| Période                       | Période  | Identité       | Étiquette | Qualité                               |
| ----------------------------- | -------- | -------------- | --------- | ------------------------------------- |
| 12 janvier 2017 Réélu en 2020 | En cours | Jacques Rocher |           | Président de la Fondation Yves Rocher |

### Jumelages
- Diapaga (Burkina Faso) depuis 1980 ;
- Hollersbach im Pinzgau (Autriche) depuis 1986 ;
- Gowerton (Royaume-Uni) depuis 2000.

## Population et société

### Démographie
La population des trois communes était de 3 883 habitants en 2013 et de 3 942 habitants en 2014 (2 290 pour La Gacilly, 895 pour Glénac et 710 pour La Chapelle-Gaceline).

### Enseignement
La Gacilly est située dans l'académie de Rennes.

## Culture et patrimoine

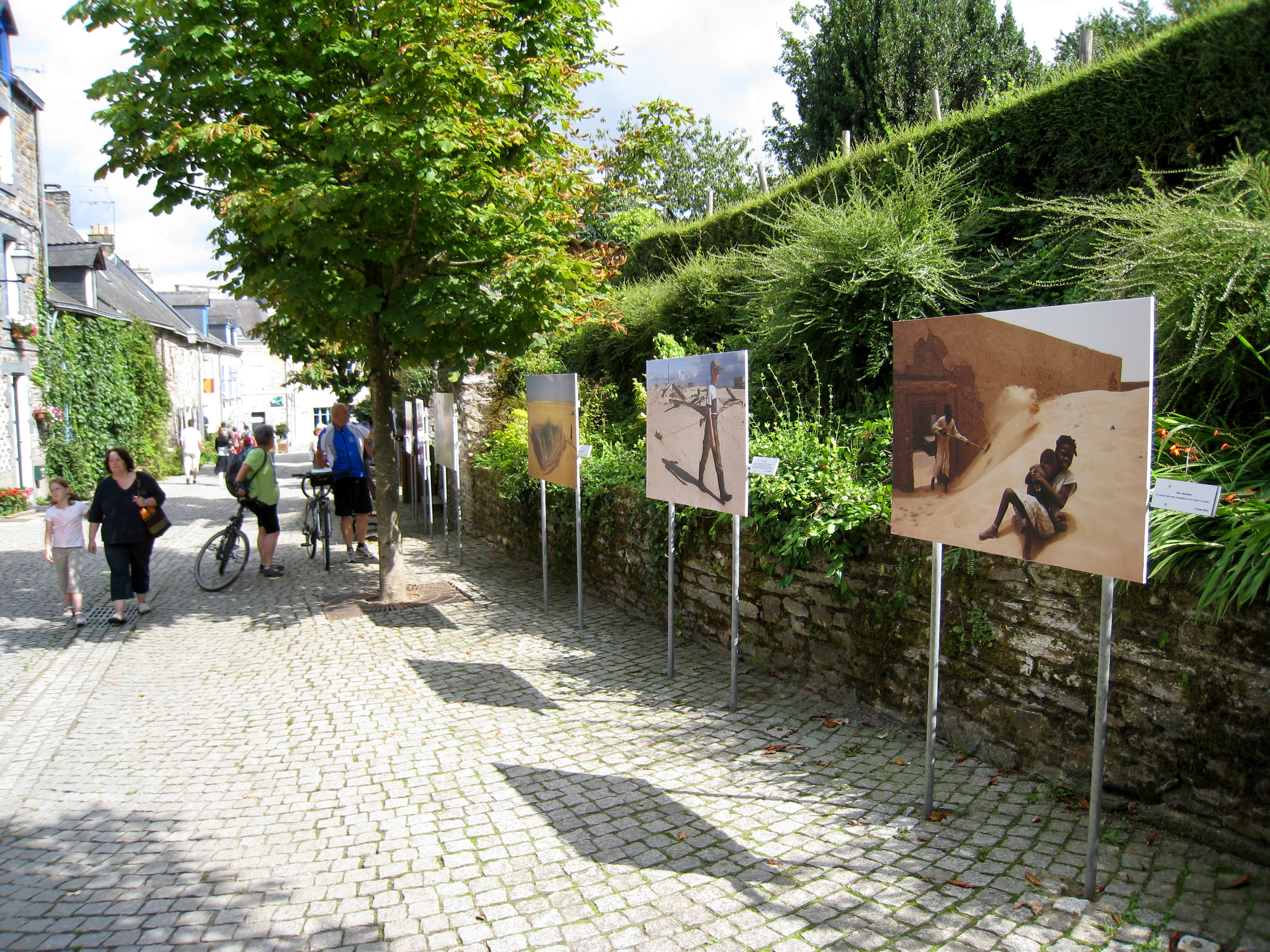
Photos du Festival affichées en plein air, rue Saint-Vincent.

### Lieux et monuments
La description des lieux et monuments de la commune reprend les descriptions des trois anciennes communes « La Gacilly » (ci-dessus), La Chapelle-Gaceline  et Glénac.

### Manifestations culturelles et festivités
Depuis 2003, le Festival Photo La Gacilly est organisé chaque année afin de présenter le travail de photographes en rapport avec la nature et les hommes.
En 2019, il s'agit du plus grand festival photo d'Europe.

## Personnalités liées à la commune
- Yves Rocher (1930-2009), industriel né à La Gacilly.
- Jean Lemonnier (1950), peintre et sculpteur.
- Jean-Pierre Guillemot (1950), coureur cycliste.
- Anne Smith (1959), peintre. Elle réside dans la commune.
- Bruno Altmayer (1959), peintre y ayant son atelier-galerie « La maison de Gaïa » de 2019 à 2022, initiateur et curateur de l'exposition « Le cheval dans tous ses états » à La Passerelle en 2021.